# Simpliziale Menge
Eine simpliziale Menge ist eine Konstruktion in der kategoriellen Homotopietheorie. Sie ist ein rein algebraisches Modell für „schöne“ topologische Räume. Dieses Modell entstammt der kombinatorischen Topologie, insbesondere der Idee der Simplizialkomplexe.

## Motivation
Eine simpliziale Menge ist ein kategorielles (d. h. rein algebraisches) Modell, das diejenigen topologischen Räume beschreibt, die aus Verklebungen von Simplizes entstehen oder homotopieäquivalent zu einem solchen Raum sind. Ähnlichkeiten existieren zur Beschreibung bestimmter topologischer Räume mittels CW-Komplexen mit dem Hauptunterschied, dass simpliziale Mengen als rein algebraisches Konstrukt mit keiner Topologie ausgestattet sind (siehe hierzu auch die untenstehende formale Definition).
Um aus simplizialen Mengen tatsächlich topologische Räume zu erhalten, gibt es einen Funktor geometrische Realisierung, der in die Kategorie der kompakt erzeugten Hausdorff-Räume abbildet. Viele klassische homotopietheoretische Resultate für CW-Komplexe besitzen Entsprechungen in der Kategorie der simplizialen Mengen.

## Formale Definition
In der Sprache der Kategorientheorie ist eine simpliziale Menge {\displaystyle X} ein kontravarianter Funktor
{\displaystyle X\colon \Delta \to Set,}
wobei {\displaystyle \Delta } die simpliziale Kategorie sei; eine kleine Kategorie, deren Objekte gegeben sind durch
{\displaystyle Ob(\Delta )=\{\mathbf {n} =\{0,1,...,n\}\mid n\in \mathbb {N} \}}
und deren Morphismen die ordnungserhaltenden Abbildungen zwischen diesen Mengen sind. Das heißt
{\displaystyle Hom_{\Delta }(\mathbf {m} ,\mathbf {n} )=\{\alpha :\mathbf {m} \rightarrow \mathbf {n} \mid i\leq j\Rightarrow \alpha (i)\leq \alpha (j)\}}.
Hierbei ist {\displaystyle Set} die Kategorie der Mengen.
Es ist üblich, simpliziale Mengen als kovariante Funktoren von der oppositionellen Kategorie
{\displaystyle X\colon \Delta ^{op}\to Set}
zu definieren.
Diese Definition ist äquivalent zu obiger.
Alternativ kann man sich simpliziale Mengen auch als simpliziale Objekte (siehe unten) in der Kategorie der Mengen {\displaystyle Set} vorstellen, jedoch ist dies lediglich eine andere Sprache für dieselbe obige Definition. Wenn wir einen kovarianten Funktor {\displaystyle X\colon \Delta \to Set} anstatt eines kontravarianten verwenden, erhalten wir die Definition einer kosimplizialen Menge.
Simpliziale Mengen bilden eine Kategorie, die üblicherweise mit {\displaystyle sSet} oder einfach {\displaystyle S} bezeichnet wird. Ihre Objekte sind simpliziale Mengen und ihre Morphismen sind natürliche Transformationen. Die entsprechende Kategorie für kosimpliziale Mengen nennt man meist {\displaystyle cSet}.
Diese Definitionen rühren von der Beziehung der Bedingungen der Randabbildungen und den Entartungsabbildungen (auch Degenerationsabbildungen) zu der Kategorie {\displaystyle \Delta } her.

## Rand- und Entartungsabbildungen
In {\displaystyle \Delta } gibt es zwei wichtige Klassen von Abbildungen, die wir Randabbildungen und Entartungsabbildungen nennen. Sie beschreiben die kombinatorische Struktur der zugrundeliegenden simplizialen Mengen.
Die Entartungsabbildung {\displaystyle s_{i}\colon {\mathbf {n} }\to \mathbf {n-1} } für {\displaystyle i=0,\ldots ,n-1} ist gegeben als der eindeutige surjektive Morphismus in {\displaystyle Hom_{\Delta }(\mathbf {n} ,\mathbf {n-1} )}, der die Zahl {\displaystyle i\in \mathbf {n-1} } zweimal trifft.
Die Randabbildung {\displaystyle d_{i}\colon {\mathbf {n} }\to \mathbf {n+1} } für {\displaystyle i=0,\ldots ,n+1} ist gegeben als der eindeutige injektive Morphismus in {\displaystyle Hom_{\Delta }(\mathbf {n} ,\mathbf {n+1} )}, der die Zahl {\displaystyle i\in \mathbf {n+1} } nicht trifft.
Per definitionem erfüllen diese Abbildungen die folgenden simplizialen Identitäten:
1. {\displaystyle d_{j}d_{i}=d_{i}d_{j-1}} falls {\displaystyle i<j}
2. {\displaystyle s_{j}d_{i}=d_{i}s_{j-1}} falls {\displaystyle i<j}
3. {\displaystyle s_{j}d_{j}=id=s_{j}d_{j+1}}
4. {\displaystyle s_{j}d_{i}=d_{i-1}s_{j}} falls {\displaystyle i>j+1}
5. {\displaystyle s_{j}s_{i}=s_{i}s_{j+1}} falls {\displaystyle i\leq j}

Die simpliziale Kategorie {\displaystyle \Delta } besitzt als Morphismen monotone nichtfallende Funktionen. Da die Morphismen von denen erzeugt werden, die ein einzelnes Element 'weglassen' oder 'hinzufügen', liegen die obigen expliziten Relationen den topologischen Anwendungen zugrunde. Man kann zeigen, dass diese Relationen hinreichend sind.

## Das Standard-n-Simplex und die Simplexkategorie
Kategoriell ist das Standard-{\displaystyle n}-Simplex (bezeichnet mit {\displaystyle \Delta ^{n}}) der Funktor {\displaystyle hom(-,{\mathbf {n} })}, wobei {\displaystyle {\mathbf {n} }} die Kette {\displaystyle 0\to 1\to \ldots \to n} der ersten {\displaystyle (n+1)} nichtnegativen natürlichen Zahlen sei. Die geometrische Realisierung {\displaystyle \mid \Delta ^{n}\mid } ist gerade das topologische Standard-{\displaystyle n}-Simplex in allgemeiner Lage gegeben durch
{\displaystyle |\Delta ^{n}|=\{(x_{0},\dots ,x_{n})\in \mathbb {R} ^{n+1}\mid 0\leq x_{i}\leq 1,\sum x_{i}=1\}.}
Via Yoneda-Lemma sind die {\displaystyle n}-Simplizes einer simplizialen Menge {\displaystyle X} klassifiziert durch natürliche Transformationen in {\displaystyle hom(\Delta ^{n},X)}. Die Menge der {\displaystyle n}-Simplizes von {\displaystyle X} wird dann mit {\displaystyle X_{n}} bezeichnet. Ferner gibt es eine Simplexkategorie bezeichnet mit {\displaystyle \Delta \downarrow {X}} , deren Objekte Abbildungen {\displaystyle \Delta ^{n}\to X} und deren Morphismen natürliche Transformationen {\displaystyle \Delta ^{m}\to \Delta ^{n}} über {\displaystyle X} induziert durch Abbildungen {\displaystyle {\mathbf {n} }\to {\mathbf {m} }} in {\displaystyle \Delta } sind. Die folgenden Isomorphismen zeigen, dass eine simpliziale Menge {\displaystyle X} ein Kolimes ihrer Simplizes ist:
{\displaystyle X\simeq \lim _{\Delta ^{N}\to X}\Delta ^{n}}
Wobei der Kolimes über die Simplexkategorie von {\displaystyle X} genommen wird.

## Geometrische Realisierung
Es gibt einen Funktor |•|{\displaystyle \colon S\to CGHaus} , genannt die geometrische Realisierung, die eine simpliziale Menge {\displaystyle X} in ihre entsprechende Realisierung in die Kategorie der kompakt erzeugten Hausdorff-Räume überführt.
Diese größere Kategorie wird als Funktorziel verwendet, weil insbesondere ein Produkt simplizialer Mengen
{\displaystyle X\times Y}
als Produkt
{\displaystyle |X|\times _{Ke}|Y|}
der entsprechenden topologischen Räume realisiert wird, wobei {\displaystyle \times _{Ke}} das Kelley-Raumprodukt sei. Um den Realisierungsfunktor zu definieren, definieren wir ihn zuerst auf n-Simplizes {\displaystyle \Delta ^{n}} als das entsprechende topologische n-Simplex {\displaystyle |\Delta ^{n}|}. Diese Definition setzt sich auf natürliche Weise auf jede beliebige simpliziale Menge {\displaystyle X} fort, indem man
{\displaystyle |X|=\lim _{\Delta ^{n}\to X}|\Delta ^{n}|}
setzt, wobei der Kolimes über die {\displaystyle n}-Simplex-Kategorie von {\displaystyle X} genommen wird. Die geometrische Realisierung ist funktoriell auf {\displaystyle S}.
Konkret realisieren kann man die geometrische Realisierung {\displaystyle |X|} wie folgt:
Man nimmt eine Kopie des Standard-{\displaystyle n}-Simplex für jedes Element aus {\displaystyle X_{n}} (für jedes n) und identifiziert („verklebt“) zu jedem {\displaystyle x\in X_{n}} anschließend jeweils {\displaystyle d_{i}x} mit der {\displaystyle i}-ten Seitenfläche von {\displaystyle x} (mittels des kanonischen Homöomorphismus zwischen dem Standard-{\displaystyle (n-1)}-Simplex und der Seitenfläche des Standard-{\displaystyle n}-Simplex) sowie jeweils {\displaystyle s_{i}x} mit {\displaystyle x} (mittels der kanonischen Projektion des Standard-{\displaystyle (n+1)}-Simplex auf den Standard-{\displaystyle n}-Simplex, die die {\displaystyle i}-te und {\displaystyle (i+1)}-te Ecke des {\displaystyle (n+1)}-Simplex beide auf die {\displaystyle i}-te Ecke des {\displaystyle n}-Simplex abbildet) für alle {\displaystyle i}.

## Singuläre Mengen für einen Raum
Die singuläre Menge eines topologischen Raumes {\displaystyle Y} ist die simpliziale Menge definiert durch {\displaystyle S(Y)\colon {\mathbf {n} }\to hom(|\Delta ^{n}|,Y)} für jedes Objekt {\displaystyle {\mathbf {n} }\in \Delta }, mit der offensichtlichen Funktorialität auf den Morphismen. Diese Definition ist analog zu der Standardidee in singulärer Homologie, einen topologischen Raum (mit Standard-{\displaystyle n}-Simplizes) als „Ziel auszutesten“. Außerdem ist der singuläre Funktor {\displaystyle S} rechtsadjungiert zu obiger geometrischen Realisierung, d. h.:
{\displaystyle hom_{Top}(|X|,Y)\simeq hom_{S}(X,SY)}
für jede simpliziale Menge {\displaystyle X} und jeden topologischen Raum {\displaystyle Y}.

## Homotopietheorie simplizialer Mengen
In der Kategorie der simplizialen Mengen seien Faserungen Kan-Faserungen. Eine Abbildung zwischen simplizialen Mengen sei definiert als eine schwache Äquivalenz, falls die geometrische Realisierung eine schwache Äquivalenz von Räumen ist. Eine Abbildung sei eine Kofaserung, falls sie ein Monomorphismus simplizialer Mengen ist. Es ist ein kniffliger Satz von Quillen, dass die Kategorie der simplizialen Mengen zusammen mit diesen Morphismenklassen die Axiome einer echten (proper) geschlossenen Modellkategorie erfüllt.
Der Knackpunkt dieser Theorie ist, dass die Realisierung einer Kan-Faserung eine Serre-Faserung von Räumen ist. Mit obiger Modellstruktur kann eine Homotopietheorie simplizialer Mengen entwickelt werden. Weiterhin induzieren die Funktoren „geometrische Realisierung“ und „singuläre Mengen“ eine Äquivalenz von Homotopiekategorien
|•|{\displaystyle \colon Ho(S)\leftrightarrow Ho(Top)\colon S}
zwischen der Homotopiekategorie simplizialer Mengen und der gewöhnlichen Homotopiekategorie der CW-Komplexe (mit zugehörigen Homotopieklassen der Abbildungen).

## Simpliziale Objekte
Ein simpliziales Objekt {\displaystyle X} in einer Kategorie {\displaystyle C} ist ein kontravarianter Funktor
{\displaystyle X\colon \Delta \to C}
oder ein kovarianter Funktor
{\displaystyle X\colon \Delta ^{op}\to C}.
Ist {\displaystyle C} die Kategorie der Mengen, sprechen wir von simplizialen Mengen. Ist {\displaystyle C} die Kategorie der Gruppen oder der abelschen Gruppen, so erhalten wir die Kategorien {\displaystyle sGrp} (simpliziale Gruppen) bzw. {\displaystyle sAb} (simpliziale abelsche Gruppen).
Simpliziale Gruppen und simpliziale abelsche Gruppen haben weiterhin die Struktur einer geschlossenen Modellkategorie induziert durch die zugrundeliegenden simplizialen Mengen.
Die Homotopiegruppen fasernder simplizialer abelscher Gruppen erhält man durch Anwenden der Dold-Kan-Korrespondenz, die eine Äquivalenz von Kategorien zwischen simplizialen abelschen Gruppen und beschränkten Kettenkomplexen via die Funktoren
{\displaystyle N\colon sAb\to Ch_{+}}
und
{\displaystyle \Gamma \to Ch_{+}\to sAb}
liefert.